# نریلیا موندسیر
نریلیا موندسیر (انگلیسی: Nérilia Mondésir؛ زادهٔ ۱۷ ژانویهٔ ۱۹۹۹) بازیکن فوتبال اهل هائیتی است.
وی همچنین در تیم‌های ملی فوتبال Haiti women's national under-17 football team, Haiti women's national under-20 football team، و Haiti women's national football team بازی کرده‌است.